# Saint-André-sur-Sèvre
Saint-André-sur-Sèvre település Franciaországban, Deux-Sèvres megyében. Lakosainak száma 637 fő (2022. január 1.). Saint-André-sur-Sèvre Cerizay, La Forêt-sur-Sèvre, Menomblet, Montournais és Saint-Mesmin községekkel határos.

## Népesség
A település népessége az elmúlt években az alábbi módon változott:
| Lakosok száma | 630  | 643  | 662  | 649  | 652  | 652  | 647  | 642  | 637  |
|               | 2013 | 2015 | 2016 | 2017 | 2018 | 2019 | 2020 | 2021 | 2022 |